# Karl Vennberg
Karl Gunnar Vennberg (Blädinge, Gemeinde Alvesta, 11 de abril de 1910- Spånga, Estocolmo, 12 de mayo de 1995) fue un escritor, periodista y traductor sueco.
Hijo de granjeros, estudió en la Universidad de Lund y publicó su primer poema en 1937 "Hymn och hunger" ("Himno y hambre"). Tradujo al sueco varias obras en alemán como "El proceso " de Franz Kafka.
Como literato, fue tradicionalmente considerado modernista, aunque hoy día se valora también el componente satírico de sus obras. 

## Premios
- 1957: Premio Samfundet De Nio
- 1960: Premio Bellman
- 1972: Premio de Literatura del Consejo Nórdico
- 1979: Premio Kellgren de la Academia Sueca
- 1980: Doctor honorario de la Universidad de Estocolmo
- 1988: Premio Aniara

## Obras
- Hymn och hunger, 1937
- Halmfackla, 1944
- Tideräkning, 1945
- Fiskefärd, 1949
- Gatukorsning, 1952
- Vårövning, 1953
- Synfält, 1954
- Vid det röda trädet, 1955
- Tillskrift, 1960
- Sju ord på tunnelbanan, 1971
- Vägen till Spånga Folkan, 1976
- Visa solen ditt ansikte, 1978
- Från ö till ö, 1979